# Diyangping
Diyangping (kinesiska: 地阳坪) är en ort i Kina. Den ligger i provinsen Hunan, i den södra delen av landet, omkring 400 kilometer sydväst om provinshuvudstaden Changsha. Antalet invånare är 550.
Runt Diyangping är det ganska tätbefolkat, med 86 invånare per kvadratkilometer. Närmaste större samhälle är Xianxi, 7,9 km nordost om Diyangping. I omgivningarna runt Diyangping växer i huvudsak blandskog.
Genomsnittlig årsnederbörd är 1 787 millimeter. Den regnigaste månaden är juni, med i genomsnitt 296 mm nederbörd, och den torraste är december, med 63 mm nederbörd.